# Zonowo (obwód nowosybirski)
Zonowo (ros. Зоново) – wieś (sieło) w Rosji, w obwodzie nowosybirskim, w rejonie kujbyszewskim. W 2021 liczyła 365 mieszkańców.